# Міжнародна конфедерація вільних профспілок
Міжнародна конфедерація вільних профспілок (англ. International Confederation of Free Trade Unions, ICFTU) — міжнародна профспілкова організація, що існувала в 1949—2006 роках. У 2006 році відбулося злиття МКВП і Всесвітньої конфедерації праці, в результаті якого було створено найбільше світове профспілкове об'єднання — Міжнародна конфедерація профспілок (ITUC).

## Утворення і принципи діяльності
МКВП була створена в 1949 році в результаті розколу Всесвітньої федерації профспілок (ВФП). Причиною розколу стала незгода частини профспілкових організацій (в основному соціал-демократичної, християнсько-демократичної або ліберальної орієнтації) з ростом впливу комуністів в ВФП і її центральних структурах і відмови орієнтованих на них представників профспілок ряду країн підтримати план Маршалла. Установчий з'їзд МКВП пройшов в Лондоні 7 грудня 1949 року.

У Маніфесті МКВП, прийнятому на установчій конференції 1949 року, що говорилося: «Ми стверджуємо, що економічна і політична демократія невіддільні … Об'єднуйтеся з нами для боротьби за мир, в якому люди будуть вільні від тиранії комуністів, фашистів, фалангістів і всіх інших форм тоталітаризму» .